# Wu I-ding

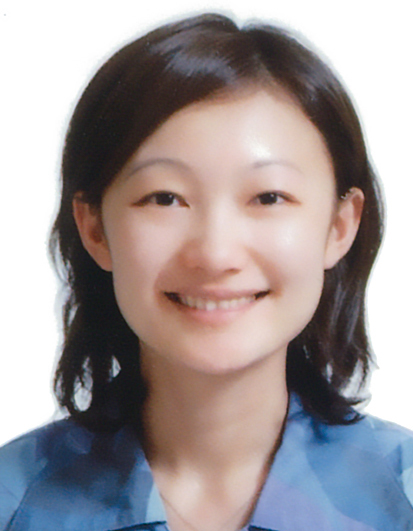
Wu I-ding

Wu I-ding, também romanizou Wu Yi-ting (nascida em 13 de novembro de 1979) é uma política de Taiwan. Ela foi eleita para o Yuan Legislativo em 2020.

## Início de vida
Wu nasceu em 13 de novembro de 1979, e foi criada em Kaohsiung. Ela estudou administração de empresas na National Taiwan University e concluiu um mestrado em estatística no Imperial College London.

## Carreira política
Wu foi colocada na lista do partido Kuomintang nas eleições legislativas de 2020 como representante do voto jovem. Classificada em nono lugar na lista, ela foi eleita para o Yuan Legislativo.
Ela questionou a extensão do mandato concedida à Comissão de Justiça Transicional em abril de 2020.